# Andy McEvoy
Andrew McEvoy, noto come Andy McEvoy (Dublino, 15 luglio 1938 – 7 maggio 1994), è stato un calciatore irlandese, di ruolo attaccante.

## Carriera
Fu capocannoniere della First Division inglese nel 1965.

## Palmarès

### Club

#### Competizioni nazionali
- Coppa d'Irlanda: 1

Limerick: 1971
- Dublin City Cup: 1

Limerick: 1969-1970